# John Bertrand Gurdon
Sir John Bertrand Gurdon, britanski biolog, nobelovec, * 2. oktober 1933, Dippenhall, Anglija, Združeno kraljestvo.
Najbolj je znan po pionirskih raziskovah na jedrni transplantaciji in kloniranju, za kar je leta 2012 skupaj s Šinjem Jamanako prejel Nobelovo nagrado za fiziologijo ali medicino.